# Pendolino
De Pendolino is een kantelbaktrein die ontwikkeld en gebouwd werd door Fiat Ferroviaria. In 2000 werd Fiat Ferroviaria, onderdeel van Fiat, overgenomen door Alstom.

## Geschiedenis
Om de tijdens bochten optredende middelpuntvliedende kracht op reizigers te verminderen werden in eerste instantie als proef rijtuigen uitgerust met kantelende stoelen. Hierna volgde een van de serie dieselmotorrijtuigen ALn668 afgeleid type met kantelende stoelen.
Het eerste prototype met een kantelende rijtuigbak was het elektrische motorrijtuig Y 0160, in 1969 gebouwd door FIAT. In 1972 werd een overeenkomst gesloten tussen tussen FIAT en RENFE, de Spaanse spoorwegen, voor samenwerking op het gebied van kantelbaktechniek en werd een Spaans motorrijtuig uit de serie 432 uitgerust met kantelbaktechniek.
In 1975 volgde het prototype van een elektrisch treinstel, de ETR 401, gebouwd voor de Italiaanse staatsspoorwegen, Ferrovie dello Stato (FS). Een vergelijkbaar prototype voor breedspoor werd in 1976 geleverd aan RENFE. De ETR 401 werd vanaf 1976 ingezet op het bochtige traject tussen Rome en Napels. Op basis van dat prototype, heeft FS in 1987 15 stellen ETR 450 laten bouwen. In de jaren negentig volgde een geheel nieuw ontworpen ETR 460/480. Deze Pendolino was een groot succes en is buiten Italië verkocht aan de nationale spoorwegmaatschappijen van Finland (Sm3), Portugal (Alfa Pendular), Spanje (Alaris), Slovenië (310-serie), Tsjechië en Slowakije (serie 680). Ook spoorwegmaatschappij Cisalpino rijdt met Pendolino-treinstellen (ETR 470).

## Constructie en techniek
Het treinstel is opgebouwd uit een aluminium frame met luchtgeveerde draaistellen. De treinen zijn uitgerust met een actieve kantelbaktechniek bestaande uit onder meer een gyroscoop. In de bochten worden de rijtuigen middels een hydraulisch systeem gekanteld tot maximaal 8°. Hierdoor kunnen bochten sneller worden genomen.

## Inzet

### Italië
| Serie            | Afbeelding | Vervoerder                | In dienst gesteld | Buiten dienst gesteld | Aantal | Aantal rijtuigen | Aandrijving                              |
| ---------------- | ---------- | ------------------------- | ----------------- | --------------------- | ------ | ---------------- | ---------------------------------------- |
| FIAT Y 0160      |            | FS                        | 1969              |                       | 1      | 1                | Gelijkstroom / Bovenleiding              |
| ETR 401          |            | FS                        | 1976              |                       | 1      | 4                | Gelijkstroom / Bovenleiding              |
| ETR 450          |            | FS                        | 1988              |                       | 15     | 9                | Wisselstroom / Bovenleiding              |
| ETR 460          |            | FS                        | 1993              |                       | 6      | 9                | Gelijkstroom / Bovenleiding              |
| ETR 470          |            | CIS tot 13 december 2009  | 1996-1997         | 2015                  | 9      | 9                | Gelijkstroom-Wisselstroom / Bovenleiding |
| ETR 480, ETR 463 |            | FS                        | 1996              |                       | 3      | 9                | Gelijkstroom-Wisselstroom / Bovenleiding |
| ETR 485          |            | FS                        | 1997              |                       | 15     | 9                | Gelijkstroom-Wisselstroom / Bovenleiding |
| ETR 600          |            | FS                        | 2008              |                       | 12     | 7                | Gelijkstroom-Wisselstroom / Bovenleiding |
| ETR 610          |            | FS vanaf 13 december 2009 | 2007              |                       | 7      | 7                | Gelijkstroom-Wisselstroom / Bovenleiding |

### Duitsland
| Serie        | Afbeelding | Vervoerder | In dienst gesteld | Buiten dienst gesteld | Aantal | Aantal rijtuigen | Aandrijving       |
| ------------ | ---------- | ---------- | ----------------- | --------------------- | ------ | ---------------- | ----------------- |
| Baureihe 610 |            | DB Regio   | 1992              | 2012-2014             | 20     | 2                | Diesel elektrisch |

### Finland
| Serie | Afbeelding | Vervoerder | In dienst gesteld | Aantal | Aantal rijtuigen | Aandrijving                              |
| ----- | ---------- | ---------- | ----------------- | ------ | ---------------- | ---------------------------------------- |
| Sm 3  |            | VR         | 1996              | 18     | 6                | Wisselstroom / Bovenleiding              |
| Sm 6  |            | VR         | 2010              | 4      | 7                | Gelijkstroom-Wisselstroom / Bovenleiding |

### Groot-Brittannië
| Serie     | Afbeelding | Vervoerder    | In dienst gesteld   | Aantal | Aantal rijtuigen | Aandrijving                 |
| --------- | ---------- | ------------- | ------------------- | ------ | ---------------- | --------------------------- |
| Class 390 |            | Virgin Trains | 2002-2004 2009 2011 | 53 1 3 | 9+1*             | Wisselstroom / Bovenleiding |

### Polen
| Serie  | Afbeelding | Vervoerder    | In dienst gesteld | Aantal | Aantal rijtuigen | Aandrijving                              |
| ------ | ---------- | ------------- | ----------------- | ------ | ---------------- | ---------------------------------------- |
| ED 250 |            | PKP Intercity | 2013-2015         | 20     | 7                | Gelijkstroom-Wisselstroom / Bovenleiding |

### Portugal
| Serie         | Afbeelding | Vervoerder | In dienst gesteld | Aantal | Aantal rijtuigen | Aandrijving                 |
| ------------- | ---------- | ---------- | ----------------- | ------ | ---------------- | --------------------------- |
| Alfa Pendular |            | CP         | 1999              | 10     | 6                | Wisselstroom / Bovenleiding |

### Slovenië
| Serie  | Afbeelding | Vervoerder | In dienst gesteld | Aantal | Aantal rijtuigen | Aandrijving                 |
| ------ | ---------- | ---------- | ----------------- | ------ | ---------------- | --------------------------- |
| SŽ 310 |            | SŽ         | 1996              | 3      | 3                | Gelijkstroom / Bovenleiding |

### Spanje
| Serie | Afbeelding | Vervoerder | In dienst gesteld | Aantal | Aantal rijtuigen | Aandrijving                 |
| ----- | ---------- | ---------- | ----------------- | ------ | ---------------- | --------------------------- |
| 443   |            | RENFE      | 1976              | 1      | 4                | Gelijkstroom / Bovenleiding |
| 490   |            | RENFE      | 1999              | 10     | 3                | Gelijkstroom / Bovenleiding |
| 104   |            | RENFE      | 2005              | 20     | 4                | Wisselstroom / Bovenleiding |
| 114   |            | RENFE      | 2009              | 13     | 4                | Wisselstroom / Bovenleiding |

### Tsjechië
| Serie | Afbeelding | Vervoerder | In dienst gesteld | Aantal | Aantal rijtuigen | Aandrijving                              |
| ----- | ---------- | ---------- | ----------------- | ------ | ---------------- | ---------------------------------------- |
| 680   |            | ČD         | 2003-2005         | 7      | 7                | Gelijkstroom-Wisselstroom / Bovenleiding |

### Zwitserland
| Serie       | Afbeelding | Vervoerder                 | In dienst gesteld | Buiten dienst gesteld | Aantal | Aantal rijtuigen | Aandrijving                              |
| ----------- | ---------- | -------------------------- | ----------------- | --------------------- | ------ | ---------------- | ---------------------------------------- |
| CIS ETR 470 |            | CIS tot 13 december 2009   | 1996-1997         | 2014                  | 9      | 9                | Gelijkstroom-Wisselstroom / Bovenleiding |
| CIS ETR 610 |            | CIS tot 13 december 2009   | 2007              |                       | 14     | 7                | Gelijkstroom-Wisselstroom / Bovenleiding |
| SBB ETR 610 |            | SBB vanaf 13 december 2009 | 2007 2015         |                       | 7 8    | 7 7              | Gelijkstroom-Wisselstroom / Bovenleiding |

### China
De China Railway High-speed (CRH) kocht technologieën van Alstom voor de assemblage van 60 treinen, die onder de naam CRH5 zijn gebaseerd op de Pendolino treinen gebruikt in Finland. De CRH5 treinen hebben geen kantelinstallatie.

## Geannuleerde bestellingen
De Poolse spoorwegmaatschappij Polskie Koleje Państwowe (PKP) bestelde in 1998 voor de sneltreindiensten 16 treinen van het type Pendolino. De bestelling werd in 2000 als gevolg van een financieel tekort geannuleerd.
Ook in 1998 kondigde de Roemeense spoorwegmaatschappij Căile Ferate Române (CFR) het voornemen aan twee treinen van het type Pendolino in dat jaar aan te schaffen en wilde een licentieovereenkomst voor de assemblage van 19 treinen. Deze plannen werden niet uitgevoerd.
De Slowaakse spoorwegmaatschappij Železničná spoločnosť Slovensko (ZSSK) nam in 2002 het besluit in samenwerking met de Tsjechische spoorwegmaatschappij ČD tot de aanschaf van vier treinen van het type Pendolino. De treinen zouden als ZSSK serie 650 in dienst komen. In 2004 werd wegens gebrek aan middelen het project geannuleerd.

## Foto's

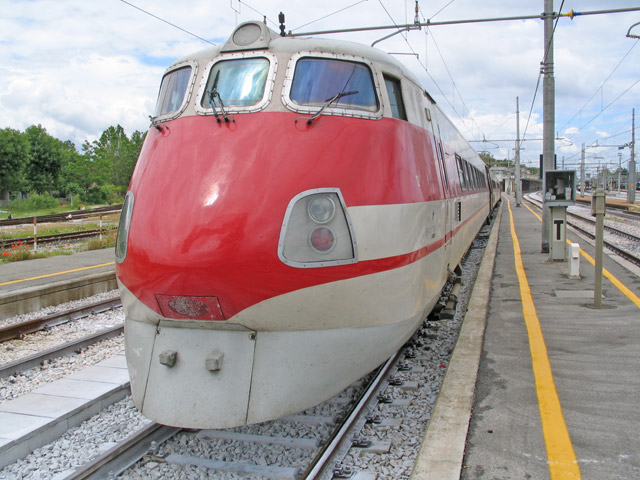
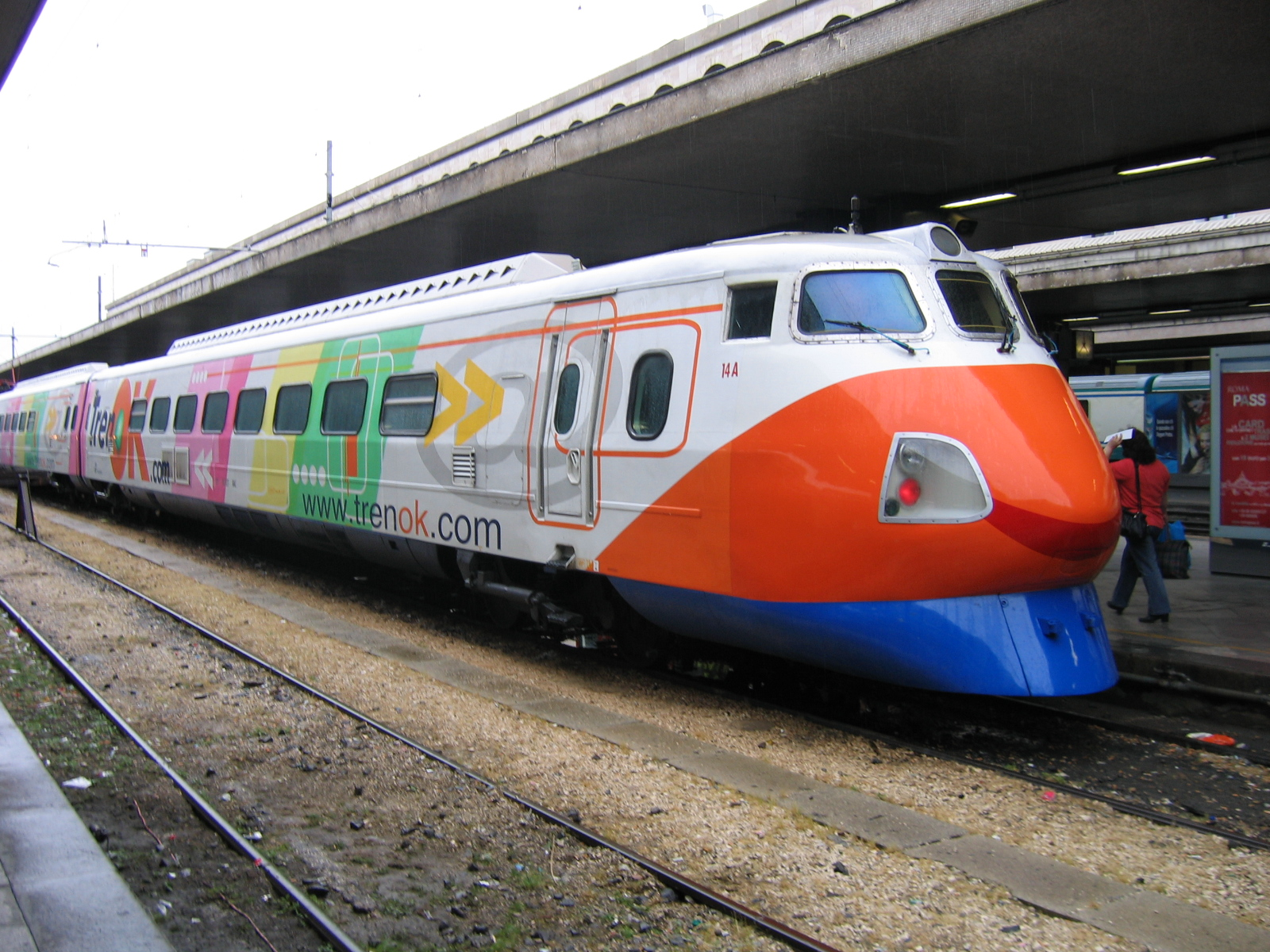
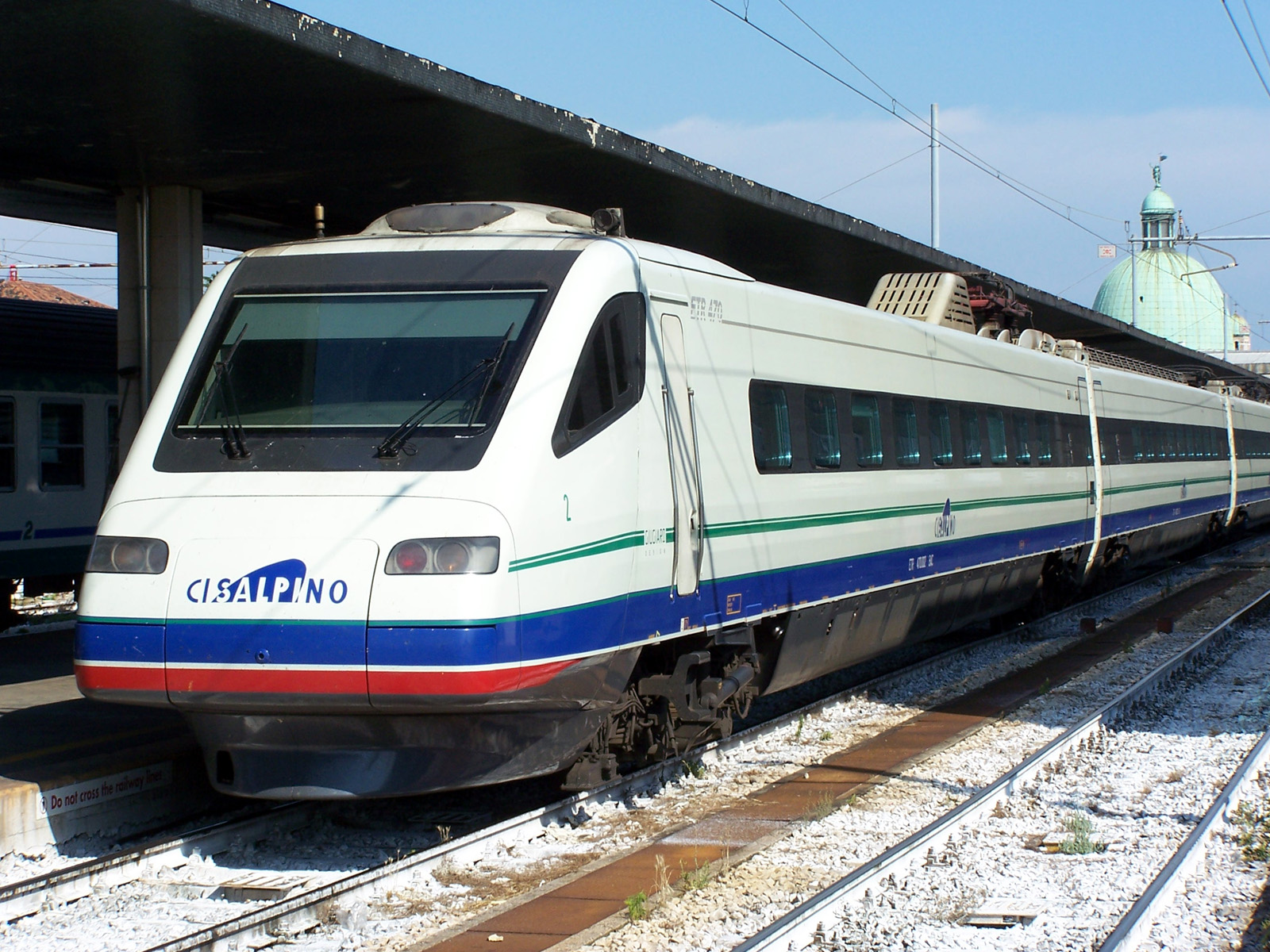
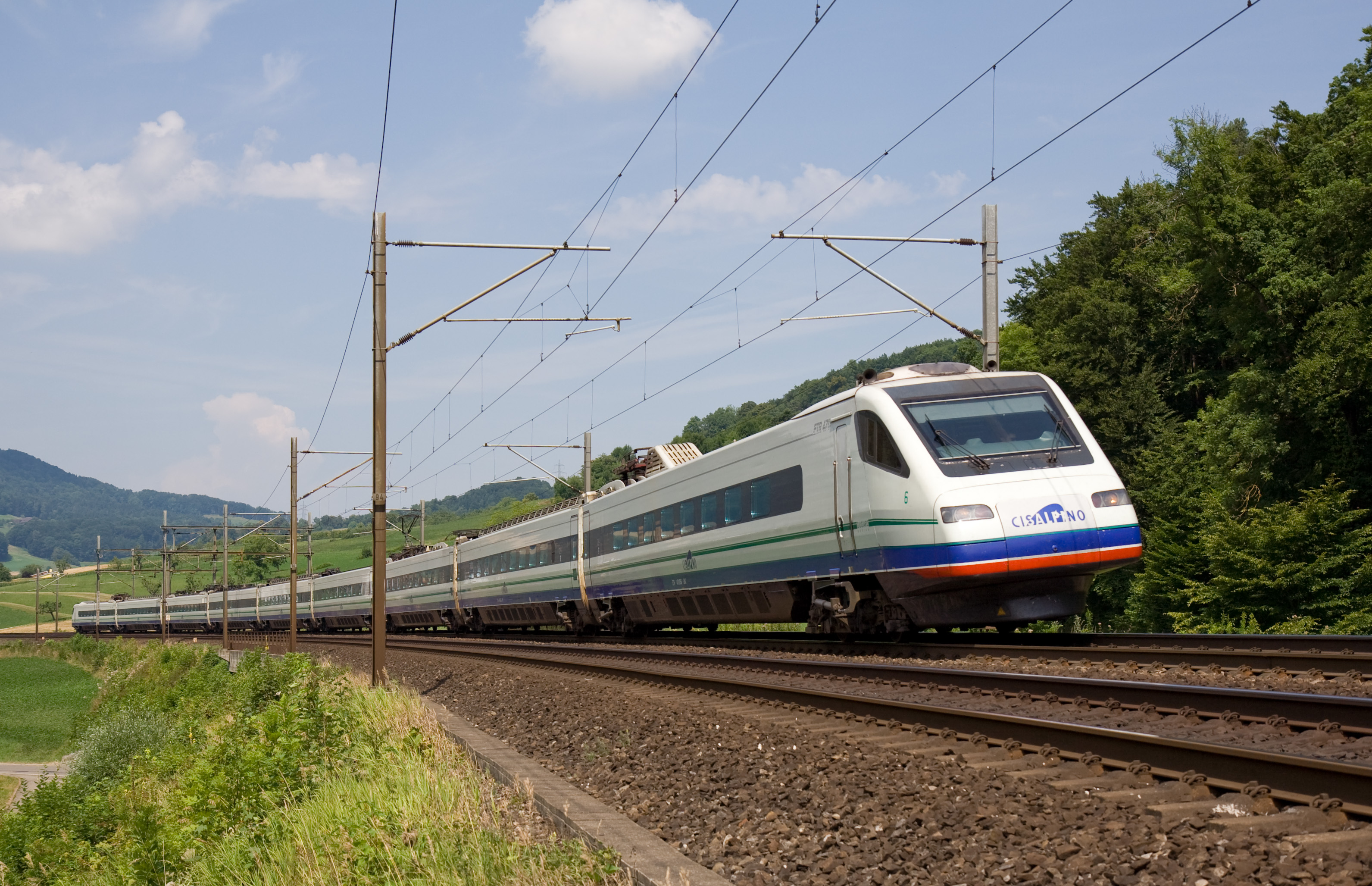
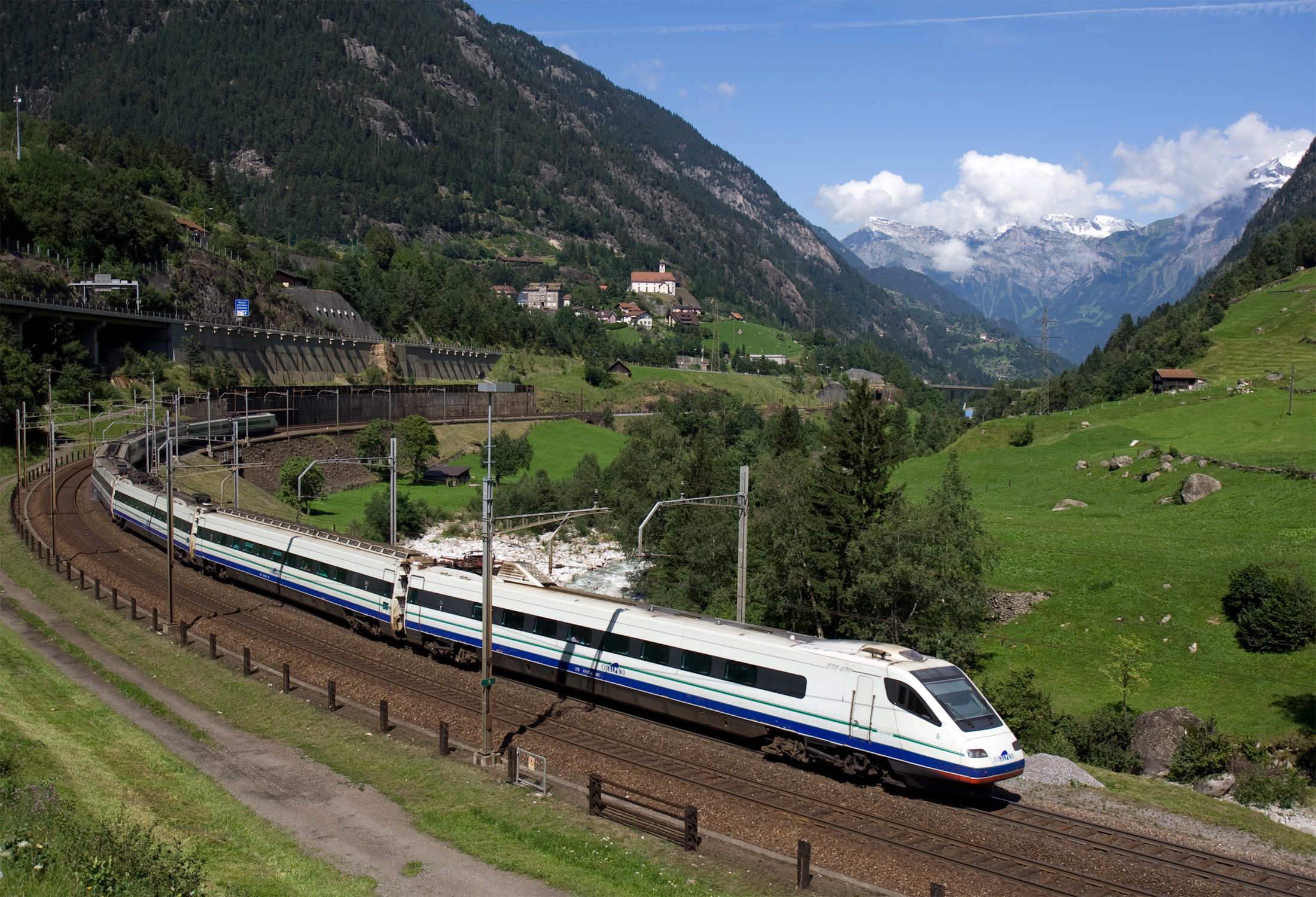
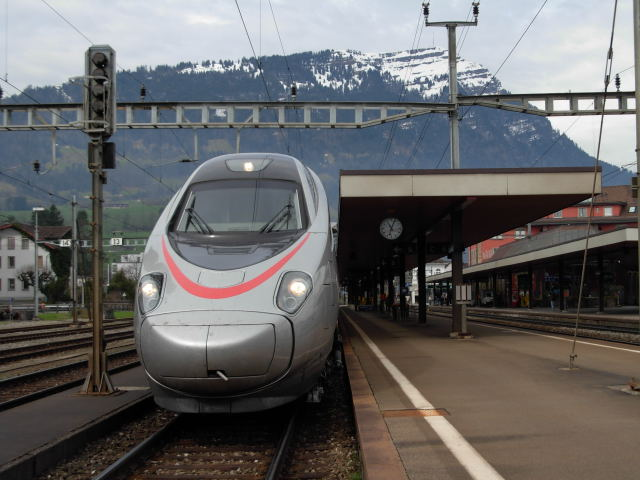
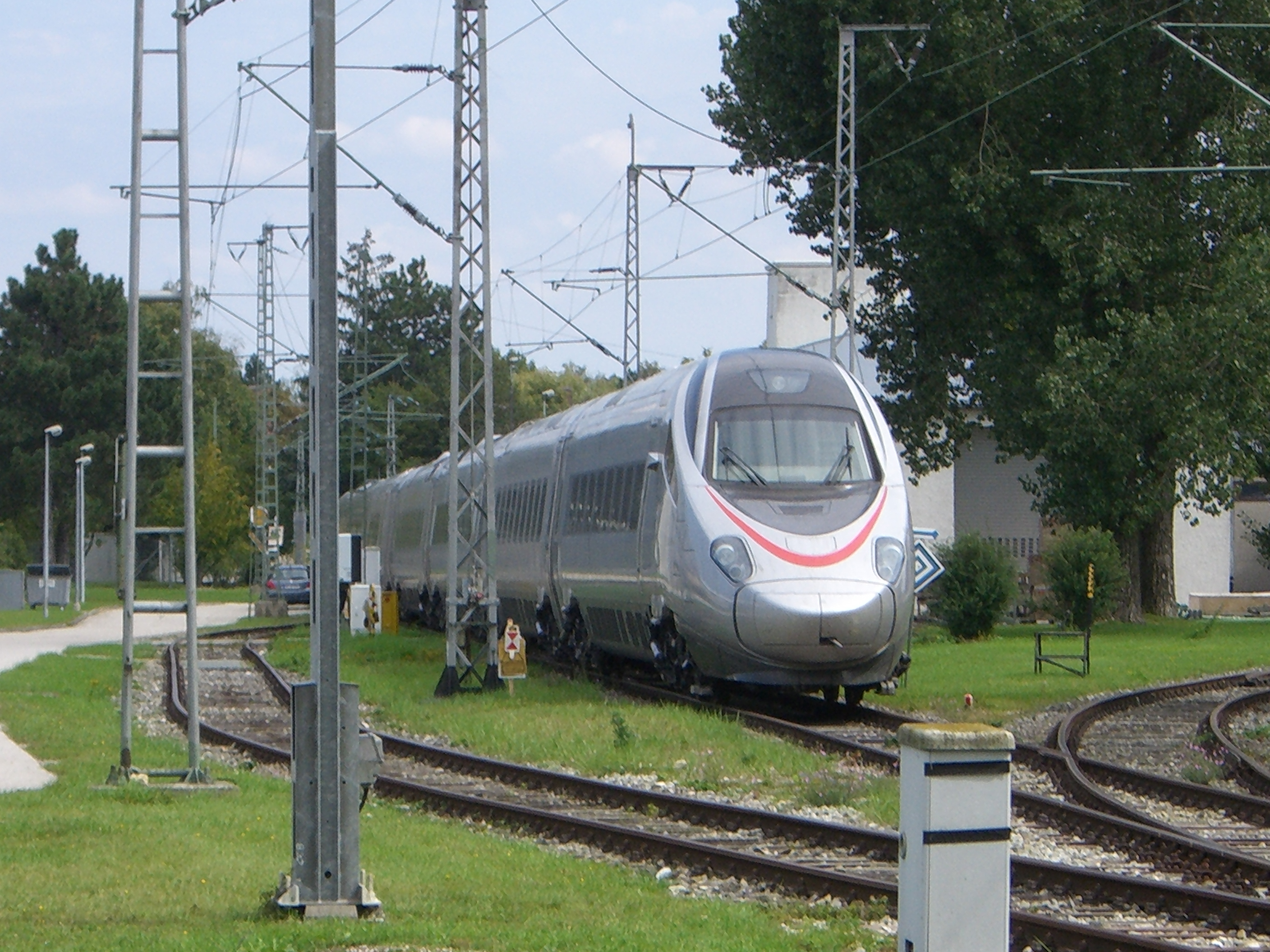
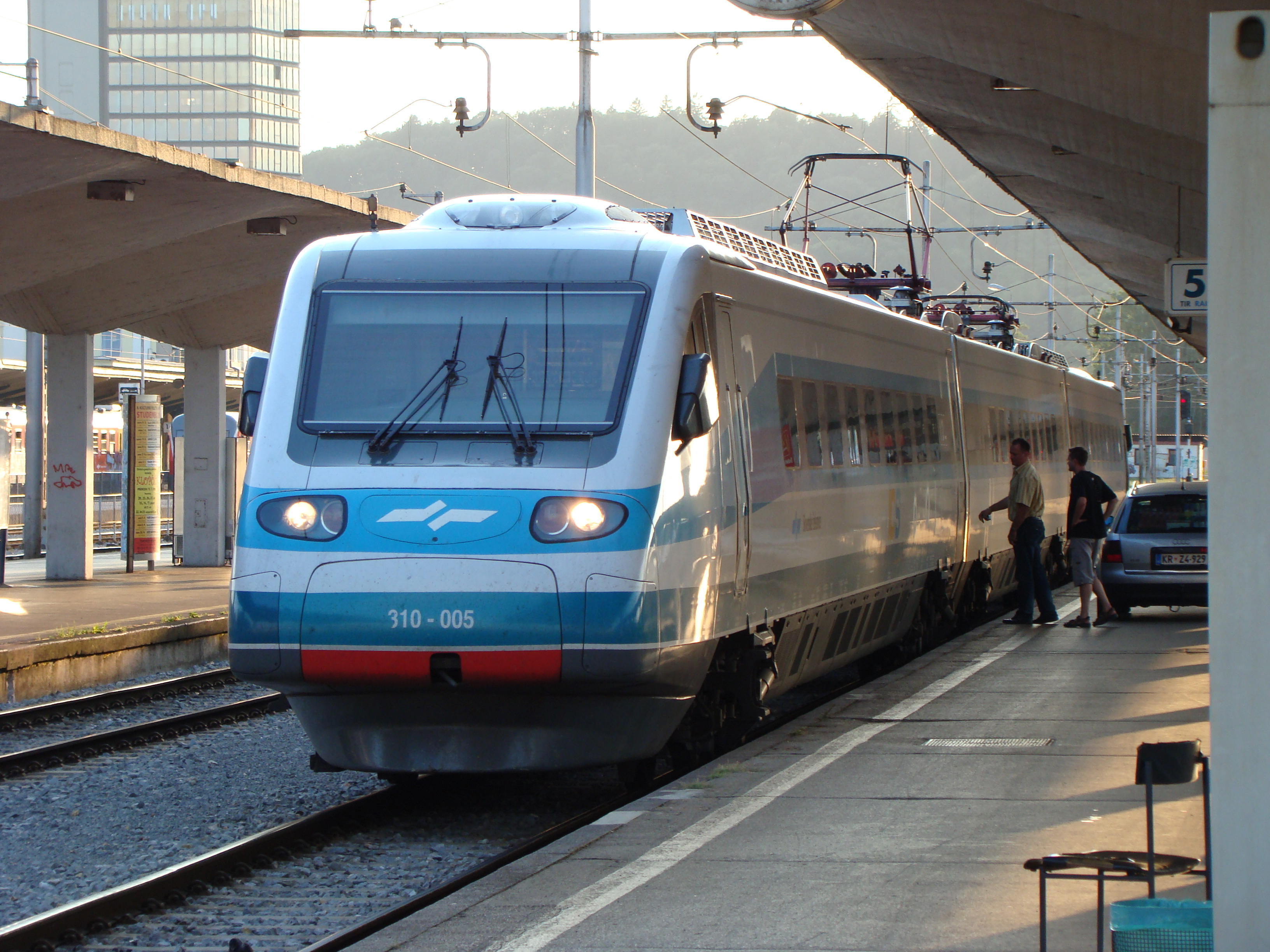
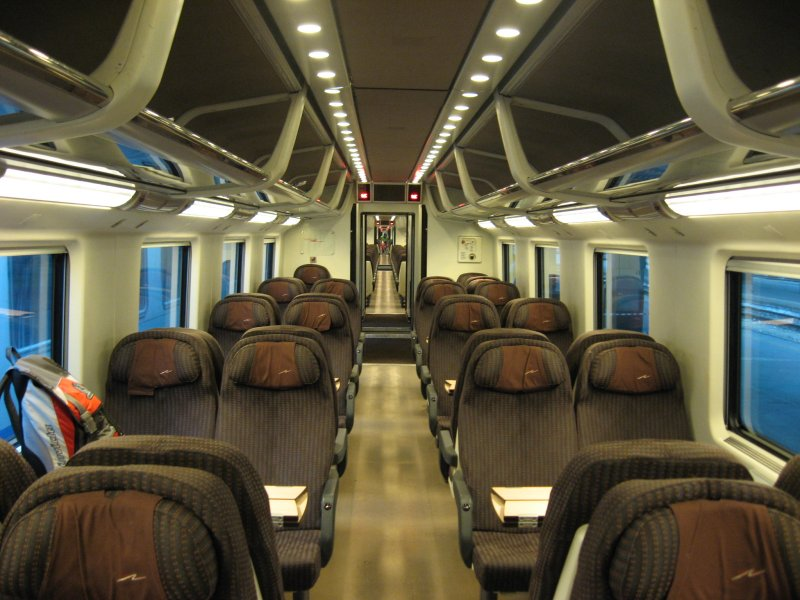
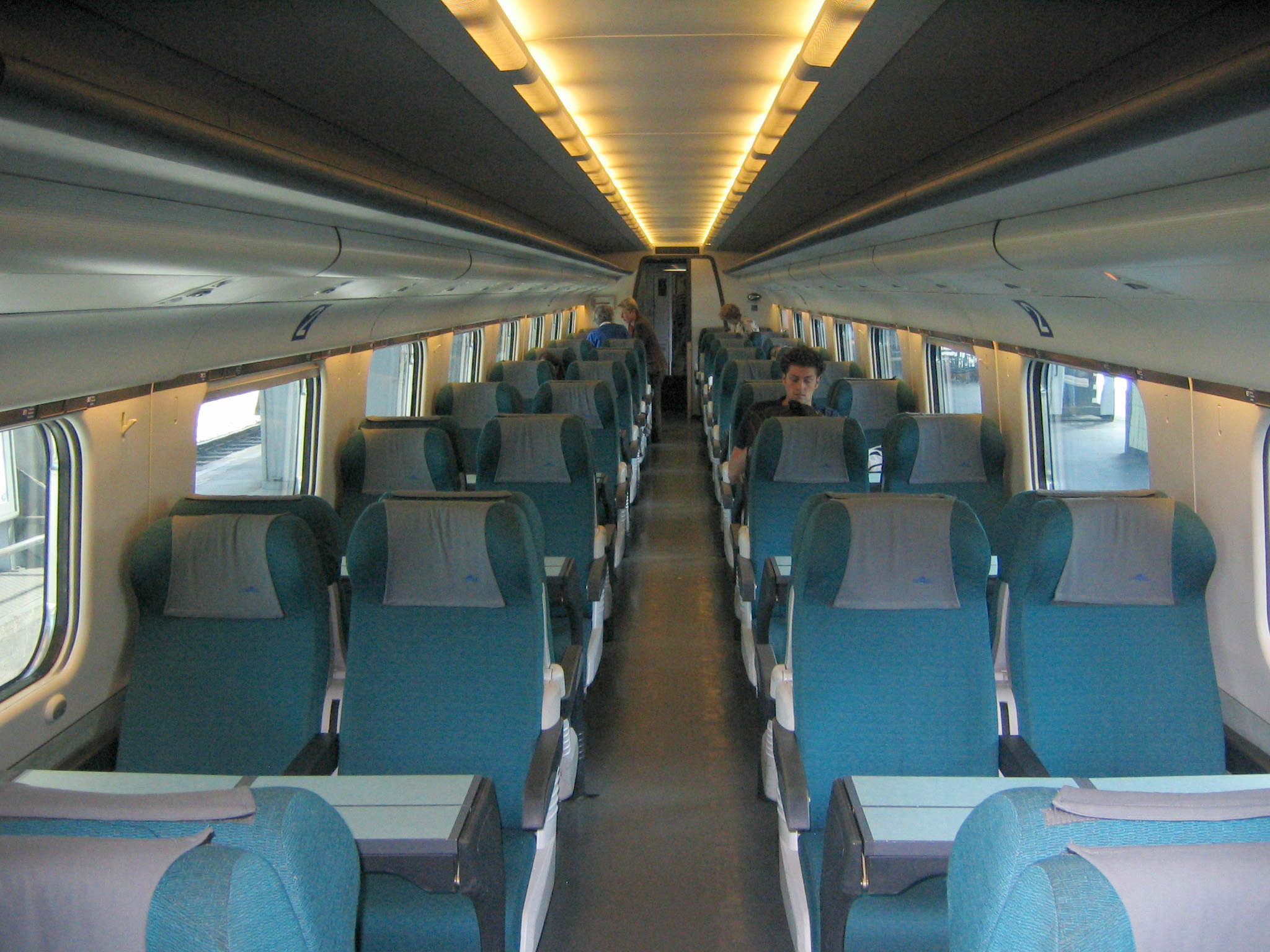
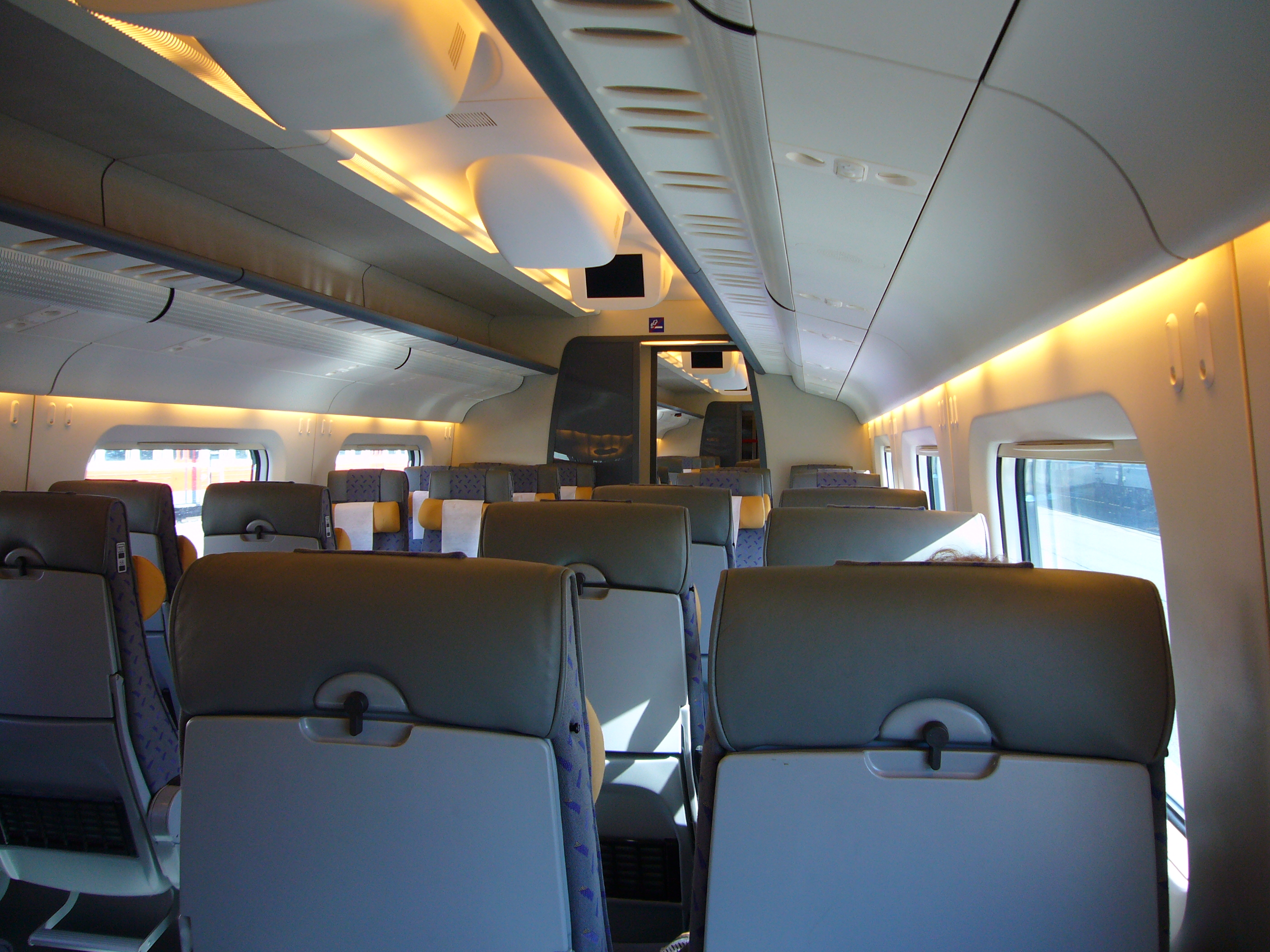
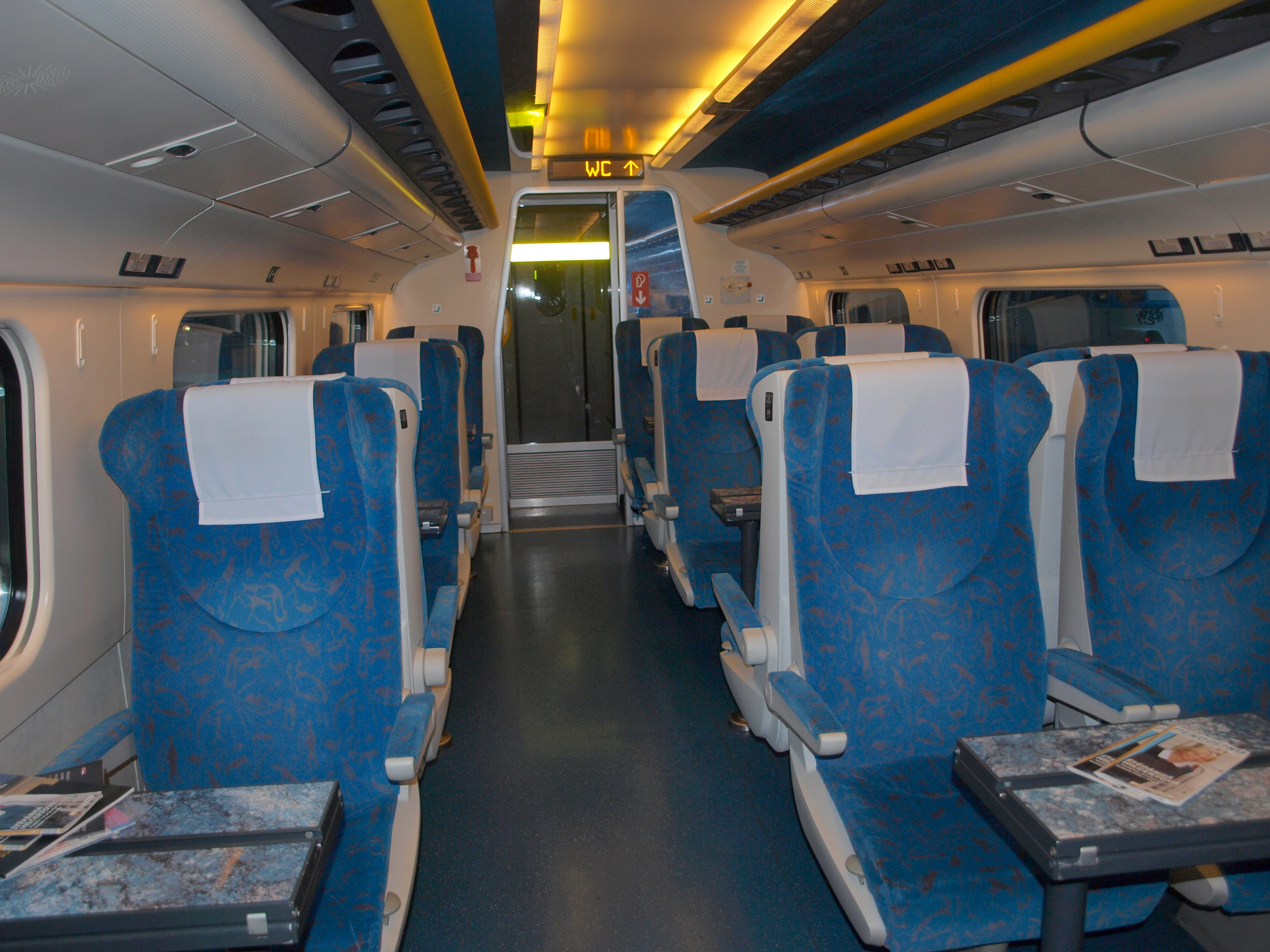